# Jacques Post (burgemeester)
Jacob Dirk (Jacques) Post (Amsterdam, 23 mei 1936 ― circa augustus 2025) was een Nederlands politicus van de PvdA.
Vanaf 1956 heeft hij bij meerdere gemeenten op de secretarie gewerkt: Rhoon, Krommenie, Wijk bij Duurstede, Edam, Almelo, Velsen, Giethoorn en Brederwiede. Hij was chef algemene zaken bij de gemeentesecretarie van Brederwiede voor hij in april 1973 benoemd werd tot burgemeester van Wijdewormer en waarnemend burgemeester van Jisp. In mei 1983 volgde zijn benoeming tot burgemeester van Wieringen wat hij tot 1995 zou blijven.